# GBH

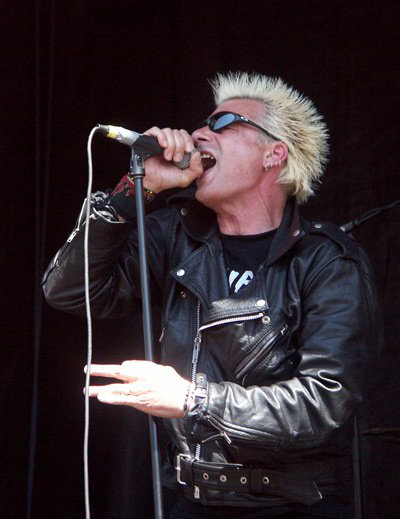
Zpěvák Colin Abrahall

GBH (původně Charged GBH) je anglická punk rocková hudební skupina založená v roce 1978. Společně s kapelami The Exploited a Discharge se řadí mezi hlavní představitele punkové odnože známé jako UK 82.

## Historie
Skupinu založili v roce 1978 zpěvák Colin Abrahall, kytarista Colin "Jock" Blyth, bubeník Andrew "Wilf" Williams a baskytarista Sean McCarthy. Ten byl obviněný z těžkého ublížení na zdraví podle kterého se skupina také pojmenovala (GBH = grievous bodily harm – těžké ublížení na zdraví). Jiná kapela stejného jména již existovala, proto název dočasně doplnili o slovo Charged (obviněný). Charged GBH podepsali smlouvu s nezávislým vydavatelstvím Clay u kterého vydali v roce 1982 důležité LP s názvem City Baby Attacked by Rats, které se o 2 roky později dočkalo pokračování pod názvem City Baby's Revenge. Tato 2 alba dnes patří ke klasikám tohoto žánru. Obě přinesla ve srovnání s první vlnou punku rychlejší tempo, větší důraz na bicí a některé elementy propůjčené z hard rocku a Britského metalu (např. Motörhead). Po obsahové stránce nabídla skupina témata jako např. antimilitarismus (skladby War Dogs, No Survivors, Vietnamese Blues), antifeminismus (Slut, Fat Women, Womb With a View), ateismus (Christianised Cannibals, The Prayer of a Realist) a různá morbidní témata (Maniac, Passenger on the Menu, City Baby Attacked by Rats).
V roce 1984 kapela definitivně vypustila z názvu slovo "Charged" a dále pokračovala pouze jako GBH. V roce 1986 odešli od vydavatelství Clay. Tou dobou se, stejně jako u ostatních UK 82 kapel, začal objevovat jistý posun směrem ke speed metalu a thrash metalu, který se také projevil nápadným prodloužením skladeb. Zatímco na albu City Baby Attacked by Rats z roku 1982 dosahuje délky pod 3 minuty 18 písniček, na albu From Here to Reality z roku 1990 jsou to už pouze 2. Postupně zmizela i dříve tolik výrazná punková image jednotlivých členů. Zlom pro kapelu přišel po roce 1992. Po dokončení desky Church of the Truly Wraped absolvovali GBH téměř dvouleté turné na jehož konci propustili svého manažera. Jejich vydavatelství odmítlo podepsat smlouvu na nové album s kapelou bez manažera, a proto se rozhodli přejít pod německé vydavatelství We Bite, pod kterým v roce 1996 vydali desku Punk Junkies. Tou započali návrat ke svým punkovým kořenům, který je patrný i na následujících albech Ha Ha (2002) a Perfume and Piss (2010). V červenci 2014 kapela vystoupila na českém hudebním festivalu Mighty Sounds.

## Členové
Současní:
- Colin Abrahall zpěv, 1978–současnost
- Colin "Jock" Blyth elektrická kytara, 1978–současnost
- Ross Lomas basová kytara, 1982–současnost
- Scott Preece bicí, 1994–současnost

Bývalí:
- Sean McCarthy basová kytara, 1978–1982
- Andrew "Wilf" Williams bicí, 1978–1987
- Kai Reder bicí, 1987–1992
- Joseph Montero bicí, 1992–1994

## Diskografie
- Leather, Bristles, No Survivors and Sick Boys... (1981) kompilace singlů a raných EP
- City Baby Attacked By Rats (1982)
- City Baby's Revenge (1984)
- Midnight Madness & Beyond (1986)
- No Need to Panic (1987)
- A Fridge Too Far (1989)
- From Here to Reality (1990)
- Church of the Truly Wraped (1993)
- Punk Junkies (1996)
- Ha Ha (2002)
- Perfume and Piss (2010)
- Momentum (2017)